# Tomoxia xenicornis
Tomoxia xenicornis es una especie de coleóptero de la familia Mordellidae.

## Distribución geográfica
Habita en México.